# Adbiiuta Brahmana
Adbiiuta Brahmana é uma brâmana do Samaveda, que trata dos augúrios e das maravilhas.